# بخش سن-اومر
بخش سن-اومر (به فرانسوی: Arrondissement de Saint-Omer) یک بخش در فرانسه است که در پا-دو-کاله واقع شده‌است.